# آل أمبشع (مكيراس)

تعديل مصدري - تعديل

ال امبشع هي إحدى قرى عزلة مكيراس بمديرية مكيراس التابعة لمحافظة البيضاء، بلغ تعداد سكانها 143 نسمة حسب تعداد اليمن لعام 2004.